# 米萊·耶迪納克
迈克尔·约翰·"米莱"·耶迪纳克（英語：Michael John "Mile" Jedinak，/ˈmɪlə ˈjɛdɪnæk/，MIL-ə YED-ih-nak；克羅埃西亞語發音：[milê jědinak]；1984年8月3日—）是一位澳大利亞職業足球員，在場上司職中場，現已退役。

## 生平
耶迪纳克出生及成长于悉尼。耶迪纳克在悉尼联队展开其足球生涯。

### 國家隊
積甸拿克代表澳大利亞國家足球隊參加比賽。2010年時，他已經代表澳大利亞參加了南非世界杯。在2014年的巴西世界杯上，他是澳大利亞的隊長，而他也是队中的点球劊子手，在世界杯上收穫的三个入球全部來自点球，与同国队友添·卡希尔、韩国的朴智星、安贞桓及孫兴慜同为第二多入球的亚洲球员。

## 榮譽

### 球會
悉尼联队
- 新南威爾士州超級足球聯賽 冠軍：2006年；

中岸水手
- 澳大利亞職業足球聯賽 冠軍：2007/08年；

水晶宮
- 英格蘭足球冠軍聯賽附加賽 冠軍：2013年；

### 國際賽
澳洲隊
- 亞足聯亞洲盃冠軍: 2015年

## 外部連結
- Gençlerbirliği profile
- Central Coast Mariners profile
- FFA – Socceroo profile
- Oz Football profile （页面存档备份，存于）
- Profile （页面存档备份，存于） at TFF.org
- Crystal Palace profile